# Antonio Sciortino (scultore)
Antonio Sciortino (Żebbuġ, 25 gennaio 1879 – La Valletta, 10 agosto 1947) è stato uno scultore maltese.

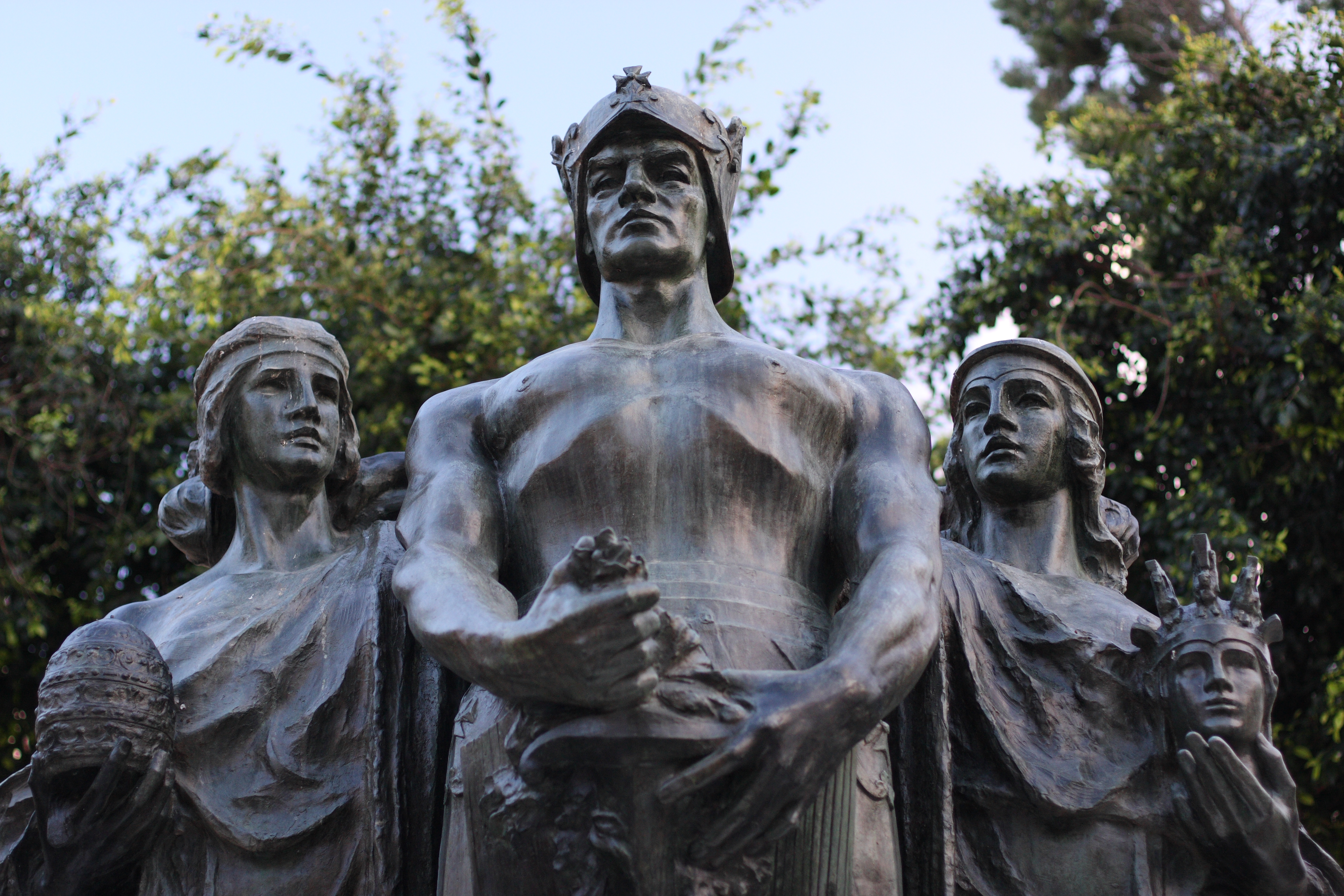
Monumento al Grande Assedio di Malta

Sciortino fu il maggior rappresentante maltese del movimento realista e di quello futurista e fu anche uno degli scultori che, impressionati da Auguste Rodin, ne portarono la sua influenza. All'inizio della sua carriera studiò e comincio a lavorare a Roma. Sviluppò uno stile originale che gli portò l'ammirazione di numerosi collezionisti, dalla Russia al Brasile e agli Stati Uniti, che, oltre a comprare le sue opere, gliene commissionarono varie. Ad un certo punto divenne anche il direttore dell'Accademia Britannica delle Arti in Roma; dal 1937 fino alla sua morte fu curatore del Museo delle Belle Arti di Malta.